# Team 50

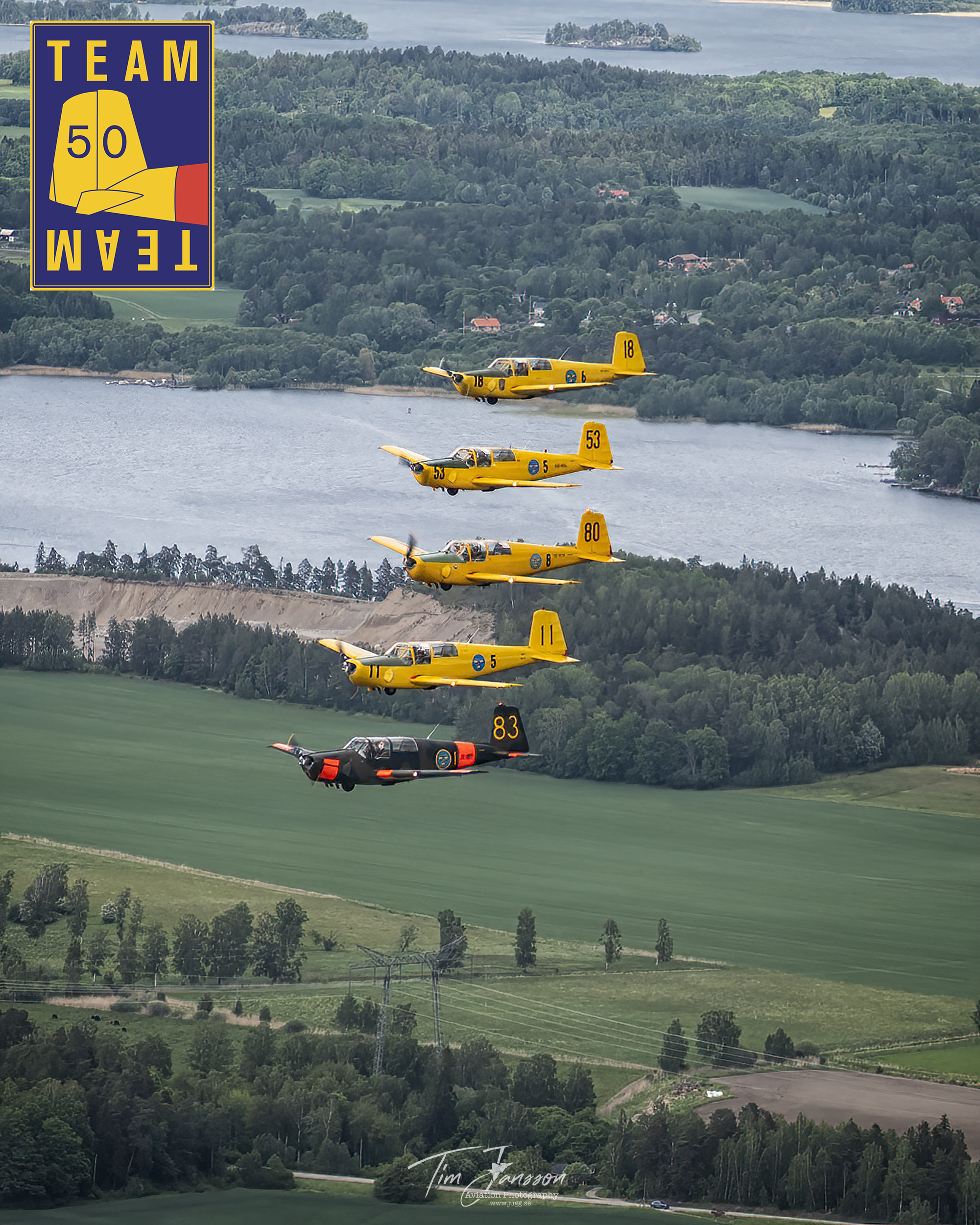
Alla 5 planen i en tät formation över Ekerö i Stockholm.

Team 50 är en svensk civil flyguppvisningsgrupp som grundades 2012 av medlemmar från F6 Flygklubb, Ärna Flygklubb och Västerås Flygmuseum. Gruppen flyger uppvisning med Saab Safir, både enskilt och i förband som rote, 3-, 4- eller 5-grupp.
Flygplanet Saab Safir användes av det Svenska Flygvapnet som skol-, tränings-, transport- och spaningsflygplan mellan 1946 och 1993. 
Under kalla kriget växte det Svenska Flygvapnet en hel del och behovet av fler piloter ställde helt nya krav på ett nytt skolflygplan.
År 1952 ersattes Bücker Bü 181 Bestmann med Saab Safir som skolflygplan och fick den militära beteckningen SK 50. 
SAAB Safir tillverkades i flera olika versioner varav B- och C-versionen var de som användes inom Flygvapnet. 
De flygplan som används av Team 50 är både av B- (SK 50B) och C-version (SK 50C). 
Flygplanen är historiskt målade och märkta som de en gång såg ut när de användes inom det Svenska Flygvapnet.
Namnet ”Team 50” var ursprungligen ett arbetsnamn på gruppen och anspelade lite skämtsamt på Team 60 som är Svenska Flygvapnets officiella uppvisningsgrupp.
Team 50 är dock inte på något sätt associerat med Team 60 annat än att båda grupperna är svenska och flyger flygplan som används eller har använts inom Svenska Flygvapnet.
Precis som Team 60, så är namnet en kombination av den militära beteckning SK 50 och "team" - “Team 50”.
2022 års medlemmar:
Piloter: Niklas Eriksson, Tord Grönvik, Curt Cronerud, Alf Ingesson Thoor, Tommy Hansson, Magnus Borg, Johan Bovin, Tobias Andersson.
Tekniker: Kenny Eriksson, Janne Klahr, Bennedikt Olafsson. 
Media/Speaker: Tim Jansson